# Институт горного дела имени Н. А. Чинакала СО РАН
Институт горного дела имени Н. А. Чинакала СО РАН — новосибирский институт горного дела Сибирского Отделения РАН.

## Общие сведения
В институте исследуются современные геодинамические процессы, вызванные техногенной деятельностью, геомеханика, теория разработки месторождений полезных ископаемых и комплексная переработка минерального сырья на основе ресурсо-и энергосберегающих экологически безопасных технологий, горное и строительное машиноведение.
Институтом проводятся научные конференции с участием иностранных ученых. ИГД СО РАН сотрудничает с академическими и отраслевыми организациями в России, а также с учеными из Австралии, Австрии, Болгарии, Германии, Китая, Литвы, Польши, Японии и других стран.

## История становления
Основан Советом Народных Комиссаров № 1149 от 21.10.1943 г. как Горно-геологический институт Западно-Сибирского филиала Академии наук СССР (ГГИ ЗСФ АН СССР).
В соответствии с Постановлением Президиума Академии наук СССР от 27.05.1957 г. о создании Сибирского отделения АН СССР Горно-геологический институт ЗСФ АН СССР был реорганизован и на базе горного отдела создан Институт горного дела, на базе геологического — Институт геологии и геофизики. Директором Горно-геологического института (ГГИ) был назначен доктор технических наук, профессор Николай Андреевич Чинакал (член-корреспондент АН СССР с 1958 г.).
- В 2010 г. Институту горного дела СО РАН присваивается имя директора-организатора института Н. А. Чинакала.
- С 2011 г. в соответствии с постановлением Президиума РАН № 262 от 13.12.11 г. присвоен статус — «Федеральное государственное бюджетное учреждение науки Институт горного дела Сибирского отделения Российской академии наук».
- В соответствии с Федеральным законом № 253-ФЗ от 27.09.13 г. и распоряжением Правительства РФ № 2591-р от 30.12.13 г. Институт передан в ведение Федерального агентства научных организаций (ФАНО России).

### Руководители института
- 1944—1972 — член-корреспондент АН СССР Николай Андреевич Чинакал;
- 1972—1987 — академик Евгений Иванович Шемякин;
- 1987—2003 — академик Михаил Владимирович Курленя;
- 2003—2013 — член-корреспондент РАН Виктор Николаевич Опарин;
- 2013—2020 — кандидат технических наук Андрей Сергеевич Кондратенко;
- С 2021 года директор института — кандидат технических наук Алексей Павлович Хмелинин.

## Научные направления института
- Современные геодинамические поля и процессы, вызванные техногенной деятельностью, геомеханика горных пород и их массивов
- Теория разработки месторождений полезных ископаемых и комплексная переработка минерального сырья на основе ресурсо-и энергосберегающих экологически безопасных технологий
- Горное и строительное машиноведение

## Выдающиеся учёные
- Бочкарёв, Гелий Романович — доктор технических наук, профессор (1990 г.), заслуженный деятель науки РФ.
- Горбачев, Тимофей Федорович — член-корреспондент АН СССР, Герой Социалистического Труда (1948 г.).
- Дубынин, Николай Григорьевич — доктор технических наук, профессор, лауреат премии Совета Министров СССР (1987 г.), заслуженный деятель науки и техники РСФСР.
- Клушин, Николай Александрович — доктор технических наук, лауреат Государственной премии СССР (1982 г.), заслуженный изобретатель РСФСР.
- Костылев, Александр Дмитриевич — доктор технических наук, профессор, заслуженный изобретатель СССР.
- Красюк, Александр Михайлович — доктор технических наук, профессор, учёный секретарь диссертационного совета ИГД СО РАН.
- Курленя, Михаил Владимирович — директор Института горного дела СО РАН (1987—2003 гг.), академик РАН, лауреат Премии Совета Министров СССР (1984 г.), Государственной премии СССР (1989 г.).
- Опарин, Виктор Николаевич — директор Института горного дела СО РАН (2003—2013 гг.), член-корреспондент РАН.
- Приходько, Пётр Трофимович — доктор медицинских наук, профессор.
- Родионов, Георгий Викторович — известный ученый в области машиноведения и горного машиностроения, доктор технических наук, профессор.
- Ряшенцев, Николай Павлович — доктор технических наук, профессор, лауреат Государственной премии СССР (1982 г.), заслуженный деятель науки и техники РСФСР.
- Скочинский, Александр Александрович — основатель отечественной научной школы в области рудничной аэрологии, академик АН СССР, Герой Социалистического Труда (1954 г.).
- Суднишников, Борис Васильевич — основатель научной школы горного машиноведения, доктор технических наук, профессор, лауреат Ленинской премии (1966 г.), заслуженный деятель науки и техники РСФСР, заслуженный изобретатель РСФСР.
- Чернов, Олег Игнатьевич — доктор технических наук, профессор, лауреат Премии имени академика А. А. Скочинского.
- Чинакал, Николай Андреевич — организатор и первый директор Горно-геологического института (1944—1957 гг.) и Института горного дела СО АН СССР (1957—1972 гг.), член-корреспондент АН СССР, Герой Социалистического Труда (1967 г.).
- Шемякин, Евгений Иванович — директор Института горного дела СО АН СССР (1972—1987 гг.), академик АН СССР, лауреат Государственной премии СССР (1984 г.).
- Шмаргунов, Константин Николаевич — профессор, доктор технических наук.

## Структура
Лаборатории
- Диагностики механического состояния массива горных пород
- ЦКП «Геомеханических, геофизических и геодинамических измерений»
- Горной информатики
- Механики горных пород
- Горной геофизики
- Механики деформируемого твердого тела
- Механики сыпучих сред
- Разрушения горных пород
- Механики взрыва
- Физико-технических геотехнологий
- Подземной разработки угольных месторождений
- Обогащения полезных ископаемых и экологической технологии
- Волновых технологий добычи нефти
- Подземной разработки рудных месторождений
- Открытой геотехнологии
- Подземных строительных геотехнологий
- Бурения
- Рудничной аэродинамики
- Горного машиноведения
- Механизации горных работ
- Вибротехники

Отделы
- Специальное конструкторско-технологическое бюро.

## Известные сотрудники
В институте более 120 научных сотрудников, из них — 35 докторов и 60 кандидатов наук.
- Вострецов, Алексей Геннадьевич — д. т. н., профессор
- Еременко, Андрей Андреевич — д. т. н., профессор
- Кулаков, Геннадий Иванович — д. т. н., профессор
- Курленя, Михаил Владимирович — д. т. н., член-корреспондент АН СССР (с 1987 г.), академик РАН (1991 г.).
- Леонтьев, Аркадий Васильевич — д. т. н., главный научный сотрудник
- Опарин Виктор Николаевич — д. т. н., профессор, лауреат премии Совета Министров СССР (1987 г.), заслуженный деятель науки и техники РСФСР.
- Яковицкая, Галина Евгеньевна — д. т. н., ведущий научный сотрудник